# نينورتا خذرصر الأول

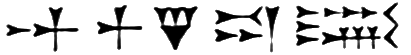
اسمه باللغة الأكدية

نينورتا-كودوري-أوسور الأول، والذي يعني "نينورتا يحمي نسله/حدوده" حوالي 983-981 قبل الميلاد، كان ثاني ملوك سلالة بيث-بازي أو سلالة بابل السادسة وقد خلف الملك أولماش-شاكن-شومي مؤسس السلالة البابلية السادسة، وقد حكم لمدة ثلاث سنوات، وفقًا لقائمة الملوك أ، بينما يُسجل سجل الأسرات أنه حكم لمدة عامين فقط. كان ذلك خلال حقبة من التقشف الاقتصادي والسياسي.
يُذكر في جزء من قائمة الملوك الآشوريين المتزامنة آشور نيراري الرابع كمعاصر له، بدلاً من آشور رابي الثاني، نُقش اسمه على رأسي سهمين من لوريستان، ويُحتمل أنهما كانا قرابين نذرية للمعابد، ولكن هناك احتمال ضئيل أن يكونا ملكًا لصاحب اسمه لاحقًا، الذي حكم لأقل من عام. خلفه شقيقه شركتي-شوقامونا والذي يعد آخر ملوك السلالة البابلية السادسة .